# Pareditas
Pareditas es una localidad y distrito ubicado en el departamento San Carlos de la provincia de Mendoza, Argentina, en el extremo sur del  valle de Uco.
Se halla en la intersección de la Ruta Nacional 40, la Ruta Nacional 143 y la Ruta Provincial 101. La ruta 40 es su principal vía de comunicación vinculándola con los distritos de Chilecito, Tres Esquinas, Eugenio Bustos y San Carlos al norte y al sur con Malargüe; la 143 por su parte la une al sudeste con San Rafael.
Es una zona vitivinícola, pero también se destaca por la producción de orégano, desarrollándose en esta localidad la Fiesta Nacional del Orégano.
En la localidad se conserva un molino harinero del siglo XIX, cuando el trigo era una de las principales actividades económicas.
La zona está bajo la influencia de la actividad del volcán Maipo, pudiendo quedar destruida en caso de la repetición de un evento catastrófico como el que generó la laguna del Diamante.